# Universitätssängerschaft Barden zu Wien
Die Universitätssängerschaft Barden zu Wien ist eine farbentragende, freischlagende, musische Studentenverbindung in Wien. Sie entstand aus der Fusion zweier Verbindungen 1950 und leitet ihre Geschichte zurück auf die „Akademische Sängerschaft 'Ghibellinen' zu Wien (AGV in Wien)“, gegründet 1920 als Nachfolger des Akademischen Gesangvereines in Wien (gegründet 1858), seit dem 6. Mai 1924 Träger des Ehrentitels „Universitätssängerschaft“ einerseits sowie auf die „Wiener Technisch Akademische Sängerschaft Nibelungen“, gegründet 1919 als Nachfolger des „Technisch Akademischen Gesangvereines an der k. k. Technischen Hochschule in Wien“ (gegründet 1892) andererseits.

## Couleur und Wahlspruch
Sie trägt im Burschenband auf silbernem Grunde die Farben Rot und Weiß (die Farben der Universitätssängerschaft Ghibellinen zu Wien, welche wiederum auf die Farben des Akademischen Gesangvereins in Wien zurückgehen, welche von den Farben der Universität Wien inspiriert sind), dazu einen blauen Durchbruch (bezugnehmend auf die blau-weißen Farben der Technisch-Akademischen Sängerschaft Nibelungen zu Wien) auf silbernem Grunde. Das Fuchsenband trägt die Farben Rot und Weiß auf weiß-rotem Grunde.
Ihr Wahlspruch lautet: Ehre, Freiheit, Vaterland!

## Geschichte der Universitätssängerschaft 'Ghibellinen' zu Wien
Musikbegeisterte Juristen bildeten 1855 in der Wohnung des Ministerialrates Karl von Enderes (* 6. Jänner 1788 in Teschen; † 6. Oktober 1860 in Kremsmünster) eine Liedertafel, die unter dem jungen Chorleiter Rudolf Weinwurm auch Sänger-Ausflüge in den nahen Wienerwald unternahm. 1856 wurde im „Holländerdörfl“ Neuwaldegg die Errichtung eines akademischen Gesangvereins beschlossen.
Nach der 1857 beantragten und 1858 erfolgten Genehmigung der Statuten des Akademischen Gesangvereins an der k. k. Universität in Wien (AGV) erfolgte die Aufnahme des Vereinsbetriebes, welcher sich in den ersten Jahren ausweislich der Annalen auf die Sangesarbeit konzentrierte, wovon Konzerte und Sängerfahrten in die nähere Umgebung Wiens (Greifenstein 1860, Krems 1861) Zeugnis geben.
Erste Schritte in Richtung Korporation wurden 1863 unternommen, indem Universitätsabsolventen Mitglieder des Vereins bleiben konnten und denselben nicht mehr nach Studienende verlassen mussten, womit der AGV in Wien den Charakter eines Lebensbundes erhielt.
Nach Aufnahme freundschaftlicher Beziehungen mit den akademischen Gesangsvereinen anderer Städte auf dem Gebiet der heutigen Republik Österreich (Deutsch-akademischer Gesangverein Graz, Akademischer Gesangverein Innsbruck) öffnete sich der A.G.V. in Wien Hörern anderer Wiener Universitäten. In den folgenden Jahrzehnten erwirbt sich der Akademische Gesangverein durch groß angelegte musikalische Darbietungen unter Leitung führender zeitgenössischer Musiker eine immer herausragendere Stellung im Kreise des Wiener Bildungsbürgertums, wovon Ehrenmitgliedschaften heute noch berühmter sowie damals zumindest überregional bekannter Persönlichkeiten künden wie etwa jene Richard Wagners (1872), Theodor Billroths (1872), Anton Bruckners (1889) Georg Reimers’ (1892) sowie Ignaz Machaneks (1902). Zur Zeit der Jahrhundertwende schon lange als treibende Kraft des Wiener musikalischen Geschehens anerkannt, erfolgte 1904 mit deutlicher Mehrheit die Annahme der Vollfarben, nachdem bereits 1902 Bänder aufgenommen worden waren. Durch den Lauf der Jahrzehnte war der A.G.V. in Wien zusätzlich zu seinem musikalischen Wirken zu einem Reise- und Geselligkeitsklub der bürgerlich-liberalen Bewegung und ihrer zahlreichen Teilströmungen (teils deutschliberal, teils deutschnational) geworden, was sich in großen, luxuriösen Gesellschaftsreisen 1909 (Mittelmeerreise) sowie 1910 (Amerikareise) niederschlug.
Durch den Ersten Weltkrieg zu einem jähen Ende gebracht, blühte das Wiener Korporationsleben in den ersten Nachkriegsjahren bald, doch unter geänderten Vorzeichen wieder auf. Die Jahre 1918 bis 1920 sind geprägt von der Umwandlung des A.G.V. in Wien in die Akademische Sängerschaft 'Ghibellinen' zu Wien, außerdem vom Eintritt in die Deutsche Sängerschaft (Weimarer CC) und von der Einräumung des Farbenrechts auf der Universität Wien (welches 1905 noch verweigert worden war), verbunden mit der Teilnahme am ersten Nachkriegs-Farbenbummel.
In den weiteren Jahren der an politischen Wirrnissen und Verwerfungen überreichen Zwischenkriegszeit erarbeitet sich die seit 1924 den Titel „Universitätssängerschaft“ führende Studentenverbindung sehr schnell wieder eine prominente Position unter den nationalen, schlagenden Korporationen, wie auch im farbenstudentischen Geschehen der nunmehrigen Bundeshauptstadt im Allgemeinen. Dies gelang sowohl durch rege Teilnahme am örtlichen Mensurgeschehen als auch durch die beruflichen und gesellschaftlichen Leistungen ihrer Mitglieder, wobei die Ehrenmitgliedschaft des damaligen Bundeskanzlers Johann Schober sowie die Verleihung des Nobelpreises für Medizin an Julius Wagner v. Jauregg als herausragend zu betrachten sind.
In das Jahr 1931 fällt eine weite Kreise ziehende, im damaligen Wiener Korporationsgeschehen als „Seipel-Partien“ oder „Seipel-Mensuren“ bezeichnete Affäre, im Zuge derer sich die Sängerschaft 23 schweren Säbelmensuren gegenübersah. Der Grund für diese Contrahagen durch andere im Wiener Waffenring zusammengeschlossenen Korporationen bestand darin, dass die Sängerschaft auf Drohung der Universität Wien, im Falle einer Weigerung den Ehrentitel einer „Universitätssängerschaft“ einzuziehen, an der Ehrenpromotion des ehemaligen Bundeskanzlers Ignaz Seipel mitgewirkt hatte, welcher für abfällige Bemerkungen über schlagende Korporationen bekannt gewesen war.
Der Umbau einer 1928 erworbenen Immobilie und (als Neuheit im damaligen Wien) die Adaptierung zu einem bewusst als solches geplanten Korporationshaus anno 1932 kann als in einer solchen Entwicklungsphase erfahrungsgemäß unternommener, großer Schritt eines zu dieser Zeit viele hundert zahlungskräftige Mitglieder zählenden Bundes hin zur räumlichen und organisatorischen Unabhängigkeit gedeutet werden, wobei dieses als 'Ghibellinen-Haus' bezeichnete Anwesen den wenige Jahre später folgenden Zweiten Weltkrieg und die mit diesem verbundenen Luftangriffe auf Wien unbeschädigt überstehen sollte – ganz im Gegensatz zum Korporationshaus der Technisch-akademischen Sängerschaft Nibelungen.
An musikalischen Erfolgen der damals arrivierteren der beiden Wiener Sängerschaften sind etliche erfolgreiche Aufführungen des 1921 ins Leben gerufenen „Heiteren Viersanges der Universitätssängerschaft 'Ghibellinen' zu Wien“, die zahlreiche Teilnahme am 10. Deutschen Sängerbundfest in Wien 1928 wie auch etliche Konzerte in den vornehmsten Veranstaltungsstätten der Bundeshauptstadt zu nennen.
Nach der 1933 aufgrund der sich immer mehr zuspitzenden politischen Gegensätze zwischen der klerikalfaschistisch-autoritär regierten Republik Österreich und dem nationalsozialistisch-totalitär gewordenen Deutschen Reich erfolgten Entlassung aus der Deutschen Sängerschaft (Weimarer CC) anno 1933 kommt es zu einer bis dahin in dieser engen Form nicht gekannten, engen Zusammenarbeit der Deutschen Sängerschaften in Österreich. Als teilweise noch heute bestehende Zeugnisse dieser Zeit sind die 1933 begonnene Herausgabe der (heute nicht mehr erscheinenden) Zeitschrift „Student und Lied“ als gemeinsames Organ aller Deutschen Sängerschaften in Österreich sowie der 1934 begonnene Bau des bis heute bestehenden, gemeinsamen Sängerschafterheimes in Feld am See in Oberkärnten zu nennen.
Im unmittelbaren Zusammenhang mit dem „Anschluss Österreichs“ an das Dritte Reich werden die österreichischen Studentenverbindungen durch das NS-Regime aufgelöst, die Universitätssängerschaft 'Ghibellinen' zu Wien sieht sich am 8. Juni 1938 gezwungen ihre Farben abzulegen und sie wird vom NS-Regime in die Kameradschaft „Ulrich von Hutten“ zwangsübergeführt. Viele Häuser der Sängerschaften und anderer Besitz werden rechtswidrig enteignet. Da die Ghibellinen traditionell Freundschaftsverhältnisse zu jüdischen Studentenverbindungen unterhalten hatten, wurden sie besonders strikt verfolgt.

## Geschichte der Technisch-akademischen Sängerschaft Nibelungen
Hörer der „k. k. Technischen Hochschule in Wien“ (heute Technische Universität Wien) gründeten 1858 einen „Technikergesangsverein“, welcher ausweislich der Archive eine anfangs recht erfolgreiche Tätigkeit zu entfalten imstande gewesen, dem aber bereits 1871 ein wohl ruhmloses Ende beschieden war. Dem Nachfolgeprojekt eines „Gesangvereines im Rudolfinum“, einem Wohnheim für Studenten der Technischen Hochschule, blieb dieses Schicksal ebenso wenig erspart.
Am 16. März 1892 wird ein „Technisch Akademischer Gesangverein an der k. k. Technischen Hochschule in Wien“ gegründet, dessen Mitglieder ein blau-weißes Band auf silbernem Grunde tragen. Die ersten Jahre sind geprägt von Aufbauarbeiten sowie von Bemühungen, im Allgemeinen sowie im korporativen akademischen Leben Wiens Fuß zu fassen, was durch zahlreiche durch den Verein ausgerichtete Geselligkeitsveranstaltungen (Kränzchen im Ballsaal Ronacher, später Repräsentationsbälle in den Sophiensälen, Gesangsauftritte) sowie durch rege Beteiligung an der deutschen Volkstumsarbeit innerhalb der österreichisch-ungarischen Doppelmonarchie bewerkstelligt wurde. Die 1897 eingeführte Unterscheidung in Fuxen und Burschen, die Aufnahme eines regelmäßigen Fechtbetriebes im gleichen Jahre sowie die Einführung von Conventen 1899 wie auch die Gründung eines Altherrenverbandes anno 1900 markieren den Umbau des Vereines in eine sämtliche Merkmale einer Studentenverbindung aufweisende Gemeinschaft, welche sich durch die körperschaftliche Schließung und durch die Annahme des Sängerschaftsprinzips 1911 noch stärker nach außen hin manifestierte.
Als eine musische Studentenverbindung, welche sich in Form des Akademischen Gesangvereines in Wien der Konkurrenz einer wesentlich traditionsreicheren und im Wiener Bildungsbürgertum besser verankerten Korporation gegenübersah, versuchte der Technisch-akademische Gesangverein, dieses Manko durch verstärkte Hinwendung zum akademischen Fechten zu kompensieren. Diese Tendenz sollte sich in den Nachkriegsjahren in Form einer Lagerbildung innerhalb der Deutschen Sängerschaft noch verstärken.
Nach Ende des Ersten Weltkrieges nimmt der Technisch-akademische Gesangverein 1918 an der Gründung des Wiener Burschenbundes und an dessen Gefallenenehrung teil, die Umbenennung in eine Sängerschaft mit dem Namen „Wiener Technisch Akademische Sängerschaft Nibelungen“ erfolgt 1919 einige Monate früher als bei den späteren 'Ghibellinen'.
Unter Annahme des freischlagenden Prinzips tritt die Sängerschaft 1921 der Deutschen Sängerschaft (Weimarer CC) bei, es kommt 1922 zur Austragung der ersten Schlägermensuren. Neben zahlreichen groß angelegten Aufführungen von Chorliteratur werden in Zwischenkriegszeit mit den Alten Herren Rudolf Saliger und Leopold Oerley zwei Angehörige der „Nibelungen“ Rektoren der damaligen Technischen Hochschule Wien (heute Technische Universität Wien).
1936 eröffnet die Sängerschaft den Betrieb ihres Eigenheimes in der Wiener Tegetthoffstraße Nr. 1.
Das NS-Regime löst die Sängerschaft 1938 auf, selbige legt daraufhin die Farben ab. Ihre nunmehr ehemaligen Mitglieder werden gemeinsam mit Mitgliedern der Sängerschaft „Markomannen“ sowie der Burschenschaft „Eisen“ in die Kameradschaft „Theodor Körner“ eingegliedert.
Am 12. März 1945 wird das Vereinslokal der Sängerschaft bei einem Alliierten Bombenangriff auf Wien gemeinsam mit sämtlichen Erinnerungsstücken restlos zerstört.

## Geschichte der Universitätssängerschaft „Barden zu Wien“
Kurze Zeit nach Kriegsende begannen zwei Alte Herren der Universitätssängerschaft 'Ghibellinen' Eduard Hoffmann und Rudolf Petrasch gemeinsam mit zwei Alten Herren der Technisch-akademischen Sängerschaft Nibelungen (Karl Kontrus, Karl Fischer) die ehemaligen Mitglieder beider Korporationen zu sammeln, um diese bei regelmäßigen Zusammenkünften in den Wiener Gaststätten „Café Sperl“ sowie „Liesinger Bierhalle“ auf das Ziel der Bildung einer neuen Sängerschaft in Wien vorzubereiten. Den ersten bedeutsamen Schritt bildet die 1949 vollzogene Gründung des „Akademischen Gesangvereines in Wien“, verbunden mit der Aufforderung an die ehemaligen Mitglieder beider Verbindungen, Mitglied dieses Vereines zu werden.
Nach Gründung einer neuen Aktivitas, Produktion einer neuen Vereinszeitschrift und Wiederaufnahme der Probentätigkeit sowie des Säbelfechtbetriebes 1950 erfolgt 1952 die Annahme des Namens „Akademische Sängerschaft Barden (Akademischer Gesangverein in Wien)“ sowie der Vollfarben in Form eines rot-weißen Bandes mit blauem Durchbruch auf silbernem Grunde, kombiniert mit einem weißen Kopfcouleur. In demselben Jahr wird zwischen Mitgliedern der Sängerschaften Österreichs die Anrede eines „Bundesbruders“ eingeführt, welche bis heute Bestand hat, außerdem übernimmt die Sängerschaft den Vorsitz im Wiener Korporationsring.
Anlässlich des 1958 im Großen Festsaal der Universität Wien begangenen Festaktes zur 100-Jahr-Feier des Akademischen Gesangvereines in Wien als Traditionskorporation der Sängerschaft wurde dieser 1959 der Titel einer Universitätssängerschaft verliehen, als welche die Korporation dem Wiener Korporationsring 1961 ein weiteres Jahr vorsaß. Die musikalische Umrahmung der 1965 abgehaltenen 600-Jahr-Feier der Universität Wien sowie der 150-Jahr-Feier der Technischen Hochschule Wien (heute Technische Universität Wien) untermauert den damaligen Status der Sängerschaft als musische Hauskorporation beider Hochschulen.
Im Zuge eines zur damaligen Zeit noch schwelenden Konfliktes innerhalb der Deutschen Sängerschaft trat die Universitätssängerschaft Barden 2005 als letzte Sängerschaft in Österreich aus dem Dachverband aus. Seit dem Jahre 2009 sind Tendenzen einer Wiederannäherung beider Seiten festzustellen.

## Sängerschaft heute
Die Sängerschaft zählt heute knapp über 100 Mitglieder. Alle aktiven Mitglieder sind verpflichtet, das Fechten zu erlernen, jedoch besteht keine Verpflichtung zur Absolvierung einer scharfen Mensur (freischlagend). Die Teilnahme am Chor und an den Conventen stellt ebenfalls eine zentrale Verpflichtung der Aktiven dar. Der Chor probt wöchentlich und tritt in unregelmäßigen Abständen öffentlich auf.
Die Sängerschaft steht laut dem DÖW in Verbindung mit der rechtsextremen Identitären Bewegung.

## Bekannte Mitglieder
- Ernst Bareuther, böhmisch-österreichischer Rechtsanwalt und Politiker[9]
- Theodor Billroth, Chirurg
- Friedhelm Frischenschlager, Politiker u. ehem. Verteidigungsminister (zunächst FPÖ, ab 1993 LIF)
- Jürgen Hatzenbichler, Journalist und ehemaliger Proponent der Neuen Rechten
- Hans Jüptner von Jonstorff, Professor an der Technischen Hochschule Wien
- Walther Kühn, Politiker (NSDAP, FDP)
- Arthur Marchet, Mineraloge, Petrologe, Gaudozentenbundsführer Wien (NSDDB)
- Franz Raaz, Mineraloge und Hochschullehrer
- Rudolf Saliger, Bauingenieur, Rektor der Technischen Hochschule Wien, NSDAP-Mitglied
- Johann Schober, Bundeskanzler der österreichischen Ersten Republik (parteifrei)
- Heinrich Sequenz, Rektor der Technischen Hochschule Wien, Funktionär des Nationalsozialistischen Deutschen Dozentenbundes
- Norbert Steger, Jurist und Politiker, u. a. ehem. Vizekanzler (FPÖ)
- Julius Wagner v. Jauregg, Psychiater und Nobelpreisträger
- Anton Bruckner Ehrenmitglied AGV[3]
- Johannes Brahms Ehrenmitglied AGV[3]
- Richard Wagner Ehrenmitglied AGV[3]
- Theodor Billroth Ehrenmitglied AGV[3]